# شعبة التحقيق في الحوادث الجوية
 شعبة التحقيق في الحوادث الجوية (بالإنجليزية: Air Accidents Investigation Branch)‏ بالمختصر: AAIB. وكالة مسؤولة بالتحقيقات في حوادث الطيران في أراضي المملكة المتحدة وهي تابعة لوزارة النقل، وتتمركز في مطار فارنبرة - فارنبرة - هامبشاير.

## التاريخ
بدأ التحقيق بحوادث الطيران سنة 1912‏ عندما أصدر نادي الطيران الملكي تقريرا عن حادث مميت في مطار بروكلاند في مقاطعة سري. أما شعبة التحقيق فقد أسست في 1915 باسم شعبة التحقيق في الحوادث - Accidents Investigation Branch بالمختصر (AIB) تابع للفيلق الجوي الملكي. وتم تعيين الرائد كوكبورن مفتشا للحوادث ويقدم التقارير مباشرة إلى المدير العام للملاحة الجوية العسكرية في وزارة الحربية.
وبعد الحرب العالمية الأولى أسست إدارة الطيران المدني التابعة لوزارة الطيران وأضحت شعبة التحقيق في الحوادث جزء من تلك الإدارة مع اختصاص التحقيق في حوادث الطيران المدني والعسكري. ثم أسست وزارة الطيران المدني في 1946 بعد الحرب العالمية الثانية وانتقلت الشعبة إليها مع الإستمرار في مساعدة سلاح الجو الملكي بالتحقيق في الحوادث. وهو الوضع الذي استمر منذ ذلك الحين.
وقد انتقل تبعيتها بين عدة وزارات ومنها وزارة التجارة، وبالآخر انتقلت إلى وزارة النقل في 1983، ثم تغير إسمها في نوفمبر 1987 إلى «شعبة التحقيق في الحوادث الجوية» Air Accidents Investigation Branch ‏(AAIB)‏.

## التنظيم الإداري
تتكون الشعبة من 49 موظف. وهؤلاء هم:
- كبير مفتشي الحوادث الجوية
- نائب كبير مفتشي الحوادث الجوية
- 6 فرق عمل من المفتشين من جميع التخصصات يقود كل منها مفتش مسؤول

ويندرج مفتشي الشعبة في واحدة من الفئات الثلاث التالية:
- مفتش عمليات - يجب أن يكون حاملا لرخصة طيران نقل مدني سارية مع شهادة طبية صالحة من الفئة الأولى. وقادر على تقديم قيادة تجريبية على طائرات الأجنحة الثابتة أو المروحيات. وله اطلاع واسع عن الطيران.
- مفتش هندسة - يجب أن يكون حاملا لشهادة في الهندسة و / أو أن يكون معتمدا مع مؤهل خبرة خمس سنوات كحد أدنى. وله خبرة واطلاع في أنظمة التحكم للطائرات الحديثة.
- مفتش مسجل الرحلة - يجب أن يكون حاملا لشهادة في هندسة الالكترونيات / الهندسة الكهربائية أو هندسة طيران لها صلة بالأمر و / أو مهندس معتمد من معهد مع خبرة 8 سنوات منذ التأهل. وله خبرة واطلاع في انظمة الملاحة الحديثة.

وهناك أيضا رئيس القسم الذي يحظى بدعم فريقين: وحدة دعم المفتش (ISU) وتقدم دعما إداريا للمفتشين الأساسيين وفرقهم، ووحدة المعلومات (IU) وهم أول منفذ عند الإستدعاء لحوادث يتم الإبلاغ عنها.
موظفي شعبة التحقيق الإداريين هم جزء من وزارة النقل ويتم تعيينهم حسب معايير الخدمة المدنية.

## التحقيقات
تعرف تحقيقات تلك الشعبة أنها تندرج تحت فئتين وهما: «حادث» أو «عرضي خطير». «فالحادث» هو عندما يعاني الشخص من اصابة قاتلة أو خطيرة أو تعرضت الطائرة لضرر أو فشل هيكلي أثر سلبا على أدائها، أو فقدت الطائرة أو لا يمكن الوصول إليها. أما «عرضي خطير» فيعني حادث عرضي كاد ان يكون حادثا تاما. وتتولى الشعبة مسؤولية التحقيقات على حوادث الطيران أو حوادثها العرضية داخل المملكة المتحدة والأقاليم التابعة لها في الخارج.

## المكتب الرئيسي

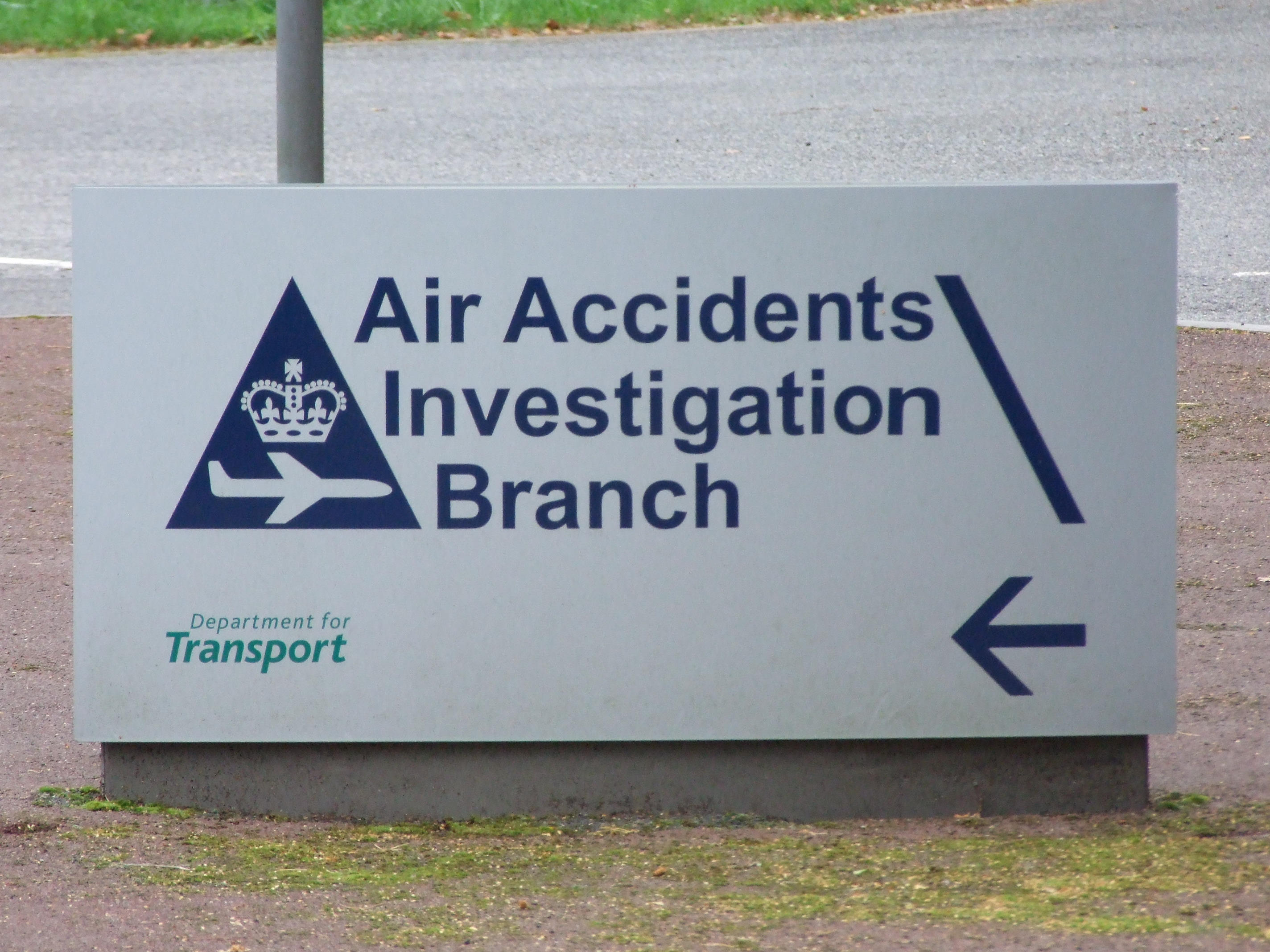
علامة تقود إلى مدخل مبنى فارنبرة حيث المكتب الرئيسي لشعبة التحقيقات

يقع المكتب الرئيسي لشعبة التحقيقات في مبنى يسمى مبنى فارنبرة وهو جزء من مجمع داخل منطقة المطار، ويقع بين مدينتي ألدرشوت وفارنبرة. مساحة الموقع حوالي 1.75 هكتار (4.3 أكر) ويضم ثلاثة مبان كبيرة وموقف للسيارات، ويقع في منطقة ذات أحراش جنوب المدرج الرئيسي للمطار. ومبانى الشعبة على شكل-L وتتكون من مبنى مكاتب ذو طابقين والآخر هو حظيرة طائرات. وبنيت في سبعينيات القرن 20. ثم تم بناء المبنى الآخر بمساحة 4,700-متر-مربع (51,000 قدم2) ويحتوي على مكاتب ومختبرات صوتية وقاعة محاضرات. وكلف ذلك مبلغ 2.6 مليون جنيه. وتقع مكاتب الشعبة جنوب المطار وشرقا من مستودعات الذخيرة في باكريدج وبالقرب من قناة باسنجستوك.